# Чемпионат Африки по дзюдо 2006
Чемпионат Африки по дзюдо 2006 года прошёл 29 мая — 6 июня в городе Порт-Луи (Маврикий).

## Медалисты

### Мужчины
| Весовая категория       | Золото                      | Серебро                      | Бронза                                               |
| ----------------------- | --------------------------- | ---------------------------- | ---------------------------------------------------- |
| Суперлёгкая (до 60 кг)  | Юнес Ахамди · Марокко       | Омар Ребахи · Алжир          | Атеф Мустафа · Египет Элай Норберт · Мадагаскар      |
| Полулёгкая (до 66 кг)   | Амин Эль-Хади · Египет      | Лаваль Коллетт · Маврикий    | Абду Аллассане · Нигерия Маме Бираме Ндияе · Сенегал |
| Лёгкая (до 73 кг)       | Амар Мериджа · Алжир        | Хайтан Эль-Хоссайни · Египет | Мохсенн Сензаг · Марокко Анис Дхили · Тунис          |
| Полусредняя (до 81 кг)  | Юсеф Бадра · Тунис          | Хатем Абд Эль-Ахер · Египет  | Байе Диавара · Сенегал Абдерахман Бенамади · Алжир   |
| Средняя (до 90 кг)      | Хешам Месба · Египет        | Мохамед Эль-Ассри · Марокко  | Амар Бенихлеф · Алжир Мохамед Бугуэрра · Тунис       |
| Полутяжёлая (до 100 кг) | Бассел Эль-Гарбави · Египет | Хассан Аззун · Алжир         | Сами Суисси · Тунис Абделхак Табач · Марокко         |
| Тяжёлая (свыше 100 кг)  | Анис Чедли · Тунис          | Ислам Эль-Шехаби · Египет    | Бубакир Миссум · Алжир Денис Оливейра · Ангола       |
| Абсолютная категория    | Мохамед Эль-Ассри · Марокко | Бубакир Миссум · Алжир       | Анис Чедли · Тунис Янг Пол · ЮАР                     |

### Женщины
| Весовая категория      | Золото                 | Серебро                                  | Бронза                                                         |
| ---------------------- | ---------------------- | ---------------------------------------- | -------------------------------------------------------------- |
| Суперлёгкая (до 48 кг) | Чахнез Мбарки · Тунис  | Наина Мартина Рандриамалала · Мадагаскар | Эльза Онорина Ояма Эни · Республика Конго Мерием Мусса · Алжир |
| Полулёгкая (до 52 кг)  | Салима Суакри · Алжир  | Ханан Керрууми · Марокко                 | Ортанс Дидхиу · Сенегал Кларисс Эбротти Нда · Кот-д’Ивуар      |
| Лёгкая (до 57 кг)      | Хаджер Бархуми · Тунис | Северин Неби · Буркина-Фасо              | Бэби Махита · Мадагаскар Вильгельмина Страйдом · ЮАР           |
| Полусредняя (до 63 кг) | Кахина Саиди · Алжир   | Хайди Хафез · Египет                     | Фанта Кейта · Сенегал Несрия Джласси · Тунис                   |
| Средняя (до 70 кг)     | Рашида Уердан · Алжир  | Юсра Зриби · Тунис                       | Гизель Менди · Сенегал Мира Набил Нассиф · Египет              |
| Полутяжёлая (до 78 кг) | Худа Милед · Тунис     | Нада Ашраф Габалла · Египет              | Кахина Хадид · Алжир Амал Меллук · Марокко                     |
| Тяжёлая (свыше 78 кг)  | Самах Рамадан · Египет | Салима Баазизи · Марокко                 | Сабрина Ассела · Алжир Хана Мергени · Тунис                    |
| Абсолютная категория   | Самах Рамадан · Египет | Кристина Хербу · Маврикий                | Юсра Зриби · Тунис Сабрина Асселах · Алжир                     |